# Mistrzostwa Ameryki we Wspinaczce Sportowej 2018
Mistrzostwa Ameryki we Wspinaczce Sportowej 2018 – edycja mistrzostw Ameryki we wspinaczce sportowej, która odbyła się w dniach od 21 do 26 listopada 2018 w ekwadorskim Guayaquil. 

## Uczestnicy, konkurencje
Zawodnicy i zawodniczki podczas zawodów wspinaczkowych w 2018 roku rywalizowali łącznie w 8 konkurencjach. Każdy zawodnik miał prawo startować w każdej konkurencji o ile do niej został zgłoszony i zaakceptowany przez IFCS i organizatora zawodów. 
| Lp.   |           | ↓ Uczestnicy – konkurencje → |    | bouldering | prowadzenie | na czas | wsp. łączna |
| ----- | --------- | ---------------------------- | -- | ---------- | ----------- | ------- | ----------- |
| 1.    | Mężczyźni | 35                           | 32 | 32         | 28          |         |             |
| 2.    | Kobiety   | 20                           | 19 | 21         | 13          |         |             |
| Razem | Razem     | Razem                        | 55 | 51         | 53          | 41      |             |

## Medaliści
| Konkurencje       | Złoto                                  | Srebro                               | Brąz                              |
| ----------------- | -------------------------------------- | ------------------------------------ | --------------------------------- |
| Mężczyźni         |                                        |                                      |                                   |
| bouldering        | Kanada · Zach Richardson               | Stany Zjednoczone · Palmer Larsen    | Stany Zjednoczone · Joseph Diaz   |
| prowadzenie       | Stany Zjednoczone · Kai Lightner       | Ekwador · Danny Valencia             | Stany Zjednoczone · Rudolph Ruana |
| wsp. na czas      | Stany Zjednoczone · John Brosler       | Ekwador · Carlos Granja              | Ekwador · Danny Valencia          |
| wspinaczka łączna | Ekwador · Danny Valencia               | Stany Zjednoczone · Kai Lightner     | Stany Zjednoczone · John Brosler  |
| Kobiety           |                                        |                                      |                                   |
| bouldering        | Stany Zjednoczone · Sierra Blair-Coyle | Stany Zjednoczone · Ashima Shiraishi | Argentyna · Valentina Aguado      |
| prowadzenie       | Stany Zjednoczone · Ashima Shiraishi   | Chile · Ignacia Mellado Quinteros    | Argentyna · Valentina Aguado      |
| wsp. na czas      | Stany Zjednoczone · Piper Kelly        | Ekwador · Andrea Rojas               | Wenezuela · Leslie Romero         |
| wspinaczka łączna | Stany Zjednoczone · Kyra Condie        | Argentyna · Valentina Aguado         | Ekwador · Andrea Rojas            |

## Klasyfikacja medalowa
* Gospodarz zawodów został zaznaczony tym kolorem.
|                   |                   |                   |                   |   |    |   |    |   |   |   |   |   |   |
| 1                 | Stany Zjednoczone | 6                 | 3                 | 3 | 12 | 2 | 2  | 3 | 4 | 1 | 0 |   |   |
| 2                 | Ekwador           | 1                 | 3                 | 3 | 7  | 1 | 2  | 1 | 0 | 1 | 2 |   |   |
| 3                 | Kanada            | 1                 | 0                 | 0 | 1  | 1 | 0  | 0 | 0 | 0 | 0 |   |   |
| 4                 | Argentyna         | 0                 | 1                 | 2 | 3  | 0 | 0  | 0 | 0 | 1 | 2 |   |   |
| 5                 | Chile             | 0                 | 1                 | 0 | 1  | 0 | 0  | 0 | 0 | 1 | 0 |   |   |
| Ogółem (5 państw) | Ogółem (5 państw) | Ogółem (5 państw) | Ogółem (5 państw) | 8 | 8  | 8 | 24 | 4 | 4 | 4 | 4 | 4 | 4 |